# Die Beichte des Feldkuraten
Die Beichte des Feldkuraten ist ein österreichisches Stummfilmdrama aus dem Jahre 1927 von Hans Otto mit Igo Sym in der Titelrolle.

## Handlung
In der Gemeinde von Pfarrer Schmitz wundert man sich seit einiger Zeit darüber, dass in seiner Begleitung regelmäßig eine junge hübsche Dame gesichtet wird. Im Gespräch mit dem alten Dechant Röller lüftet Schmitz im Rahmen einer Beichte ein „Geheimnis“, das 18 Jahre zurückliegt. Damals, also vor dem (Ersten) Weltkrieg, war er mit dem ehemaligen Studienkommilitonen Dr. Höfer eng befreundet, als dieser eine vornehme Dame, die Gräfin Oglowska, kennen lernte. Höfer verliebte sich schlagartig in die Frau und war sogar bereit, seine berufliche Karriere hintan zu stellen, um sie zu heiraten. Schmitz, der verhindern wollte, dass sein Freund im Liebesrausch eine Dummheit macht und sich damit seine Zukunft ruinieren könnte, suchte das Gespräch mit der Gräfin. Er machte ihr klar, dass Höfer eigentlich die Tochter des Statthalters ehelichen sollte und eine Änderung dieser Absicht schwerwiegende berufliche Nachteile für ihn haben dürfte. Nach diesem Gespräch verschwindet die Gräfin aus der Stadt, ohne sich zuvor von Dr. Höfer verabschiedet zu haben.
Der Weltkrieg brach aus, und während Höfer, der seit dem Abgang der fremden Frau unermüdlich nach ihr gesucht hatte, als Hauptmann-Auditor einberufen wird, dient der junge Geistliche Schmitz in beider Kompanie als Feldkurat. Beide Freunde werden eines Tages an der Ostfront in einem polnischen Schloss einquartiert. Hier soll Dr. Höfer in seiner Einheit als Richter dienen. Die Schlossherrin ist niemand anderes als Gräfin Oglowska, und die tritt an Höfer heran, um um Gnade für einen zum Tode verurteilten Delinquenten, den Bauern Wojtech, zu erbitten. Feldkurat Schmitz, von der Unschuld des Todgeweihten überzeugt, gibt dem Mann die letzte Ölung und reitet dann zum Kommandanten seiner Einheit, um eine Begnadigung Wojtechs zu erwirken. Der gefährliche Ritt war umsonst. Da ein großer russischer Angriff auf die eigenen Reihen bevorstand, hatte niemand die Zeit und den Nerv, den Feldkuraten anzuhören.
Gräfin Oglowska musste erkennen, dass eine Begnadigung Wojtechs nicht im Machtbereich Dr. Höfers lag, und so entschied sie sich, den Bauern eigenhändig zu befreien. Doch die Flucht wurde entdeckt, und man schoss auf den Geflohenen. An Wojtechs Seite befand sich ein Kind, von dem die Gräfin Höfer mitteilte, dass es sein eigenes aus einer gemeinsamen Liebesnacht sei. Dann erfolgte an der nahegelegenen Front auch noch der Durchbruch der Russen. Trotz des großen Wirrwarrs zwischen den Fronten gelang es Wojtech, mit dem kleinen Mädchen Höfers und der Gräfin in Sicherheit zu fliehen. Die beiden Eltern sanken sich daraufhin in die Arme und sollten später sogar heiraten. So weit die Beichte des Feldkuraten. Er erklärt dem Dechant, dass es sich bei der jungen Dame, die man in letzter Zeit häufig an seiner Seite gesehen hatte, um niemand anderes als das mittlerweile erwachsen gewordene Töchterchen Höfers und der Gräfin handeln würde. Da Feldkurat Schmitz sich seinen Irrtum eingestand, als er dereinst die Gräfin und seinen Freund Höfer auseinandergebracht hatte, wollte er sein Fehlverhalten von damals an der jungen Dame heute wiedergutmachen und wurde ihr ein zweiter Vater.

## Produktionsnotizen
Gedreht ab Ende Mai bis Mitte Juni 1927 im Wien-Sieveringer Sascha-Atelier, wurde Die Beichte des Feldkuraten bereits am 28. Juni 1927 in einer Pressevorführung gezeigt. Massenstart war am 27. September desselben Jahres. Im Oktober kam der Film in Deutschland unter dem Titel Das Feldgericht von Gorlice zur Aufführung.
Der Sechsakter war etwa 2500 Meter lang.
Die Filmbauten entwarf Artur Berger.

## Kritiken
Das Kino-Journal widmete dem Film einen längeren Artikel. Hier heißt es: “Die Regie Hans Ottos holt aus diesem Drama … die stärksten Wirkungen hervor und beweist besondere Geschicklichkeit in der Führung der Schauspieler. (…) Ebenso sind auch alle anderen Details des Films ausgezeichnet gelungen.”
In der Österreichischen Film-Zeitung war folgendes zu lesen: „Hans Otto, der unermüdliche Pionier des österreichischen Films, hat mit diesem ausgezeichnet gelungenen Film sein bisher bestes Werk geschaffen. Ein packendes Buch, sehr geschickt bearbeitet, gibt dem Regisseur weitesten Spielraum. Regie und Darstellung sind aus einem Guß.“